# Teodor II Muzaka
Teodor II Muzaka (1337-1389) was een Albanese prins uit het adellijk geslacht Muzaka. De dynastie heerste over het vorstendom Muzaka in centraal-Albanië. Teodor II Muzaka was tevens een prominent deelnemer aan de militaire Balkan-alliantie tegen het Ottomaanse Rijk tijdens de Slag om Kosovo in 1389, waar Teodor II Muzaka tevens zou sneuvelen.

## Biografie
Teodor II Muzaka was afkomstig uit het Huis Muzaka. Hij was de zoon van Andrea II Muzaka en Efimija Matranga. Na de dood van zijn vader Andrea II in 1372 volgde  Teodor II zijn heerschappij over het vorstendom Berat op. Het vorstendom was al enige tijd een vazal van het Keizerrijk Servië maar wist in 1396 onder volledige heerschappij van de Muzaka's te komen.
In 1389 stelde de Servische tsaar Lazar Hrebeljanović een leger op de been om in Kosovo een cruciale veldslag uit te vechten tegen het Ottomaanse Rijk. In deze alliantie werd ook de Albanese adel betrokken. Naast de aanwezigheid van de Albanese vorsten Dhimitër Jonima, Gjergj Balsha en Andrea Gropa was Teodor Muzaka II hier ook bij betrokken, hij was de leider van de Muzaka-troepen gedurende deze veldslag. Teodor II Muzaka vond tijdens deze veldslag tegen de Ottomanen de dood.
Na de dood van Teodor II viel de heerschappij over het vorstendom Berat naar zijn neef Teodor III Muzaka. 